# Ascension Guerra
Ascension Guerra, född 28 februari 1955, är en spansk bågskytt. Hon deltog vid olympiska sommarspelen 1984.